# Ejido San Joaquín
Ejido San Joaquín är en ort i Mexiko.   Den ligger i kommunen Culiacán och delstaten Sinaloa, i den västra delen av landet, 1 000 km nordväst om huvudstaden Mexico City. Ejido San Joaquín ligger 17 meter över havet och antalet invånare är 443.
Terrängen runt Ejido San Joaquín är mycket platt. Runt Ejido San Joaquín är det ganska tätbefolkat, med 155 invånare per kvadratkilometer. Närmaste större samhälle är Eldorado, 4,6 km söder om Ejido San Joaquín. Trakten runt Ejido San Joaquín består till största delen av jordbruksmark.